# H-alpha

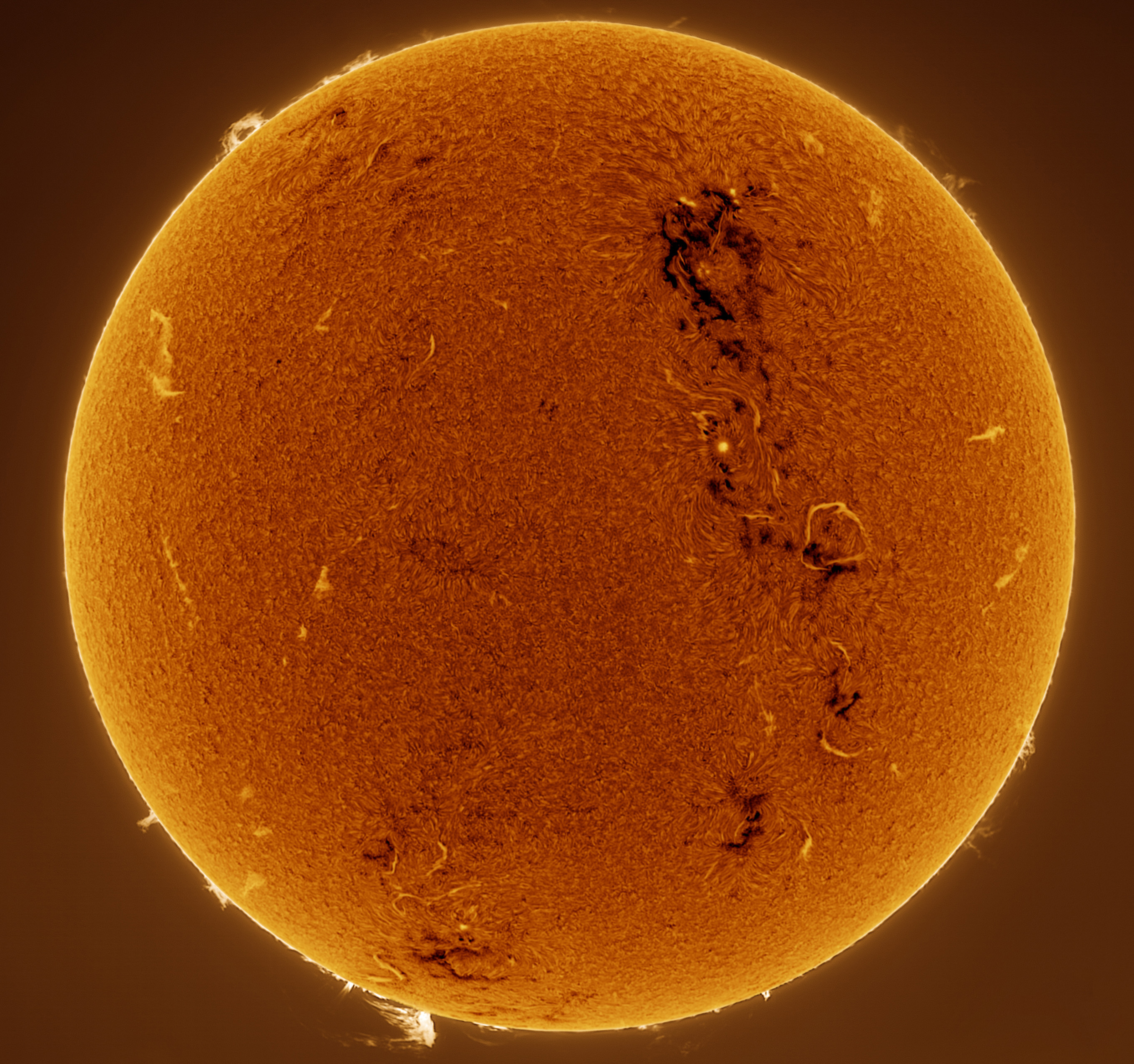
Die Sonne, aufgenommen mit einem H-alpha-Teleskop

Als H-alpha oder Hα bezeichnet man in der Astronomie und Physik die hellste Spektrallinie des angeregten Wasserstoffs (chemisches Symbol: H) im sichtbaren Licht. Sie liegt im roten Licht bei einer Wellenlänge von 656,28 Nanometer und ist von besonderer Bedeutung für die Sonnenbeobachtung: spezielle Interferenzfilter (Fabry-Pérot-Interferometer) lassen das Sonnenlicht nur in diesem Bereich passieren, wodurch die genaue Struktur der Sonnenschicht zwischen Photosphäre und Korona, der Chromosphäre mit den Sonnenfackeln und Filamenten sichtbar wird.

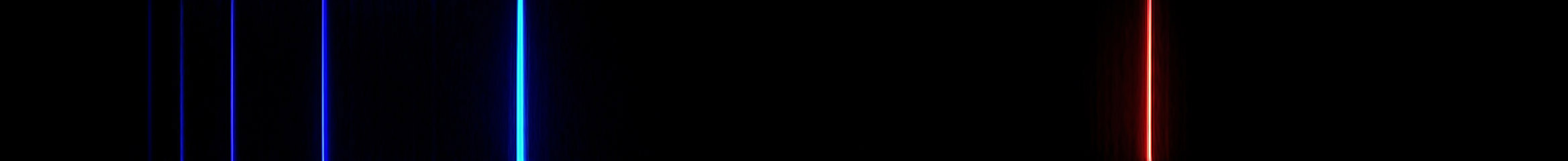
Sichtbarer Bereich des Wasserstoff-Spektrums mit den sechs Linien Hα (rechts) bis Hζ (links). Zwei Linien links sind mit dem Auge nicht mehr sichtbar, sondern wurden mit UV-empfindlichen Sensoren aufgenommen

Da Wasserstoff das bei weitem häufigste chemische Element im Weltraum ist, sind Beobachtungen mit H-alpha-Filtern nicht nur für Sterne, sondern auch für Gasnebel und andere Himmelsobjekte aufschlussreich.
Die Hα-Linie ist die hellste einer ganzen Serie von Linien, die nach ihrem Entdecker Balmer-Serie genannt wird (Jakob Balmer, 1885). Die anderen Linien dieser Serie werden Hβ, Hγ usw. genannt, wobei Hβ im grünblauen Licht liegt, Hγ im blauvioletten und Hδ am violetten Rand des sichtbaren Spektrums. Weitere Linien (Hε, Hζ, …) fallen bereits in den UV-Bereich und wurden erst später entdeckt. Die Wellenlängen dieser Strahlung werden emittiert, wenn ein Elektron von einem höheren zum zweittiefsten Energieniveau seiner Bahn um den Atomkern „hinabspringt“. Umgekehrt werden sie absorbiert (das heißt zu dunklen Linien), wenn ein Elektron aus einfallendem Licht jene Energie nimmt, die es zum Übergang auf ein höheres Energieniveau benötigt.